# Блокада Темир-Хан-Шуры
Блокада российской крепости Темир-Хан-Шура осуществлялась в ноябре-декабре 1843 году войсками Северо-Кавказского имамата и продолжалась 33 дня. В ходе блокады русский гарнизон во главе с генералом Гурко был окружён в крепости, а силы имама Шамиля занимались переселением местного населения на подконтрольную территорию и производили опустошение владений пророссийских феодалов. В период блокады Шамиль не предпринимал активные мероприятия по захвату крепости, действия между блокированными и горскими отрядами ограничивались перестрелками и мелкими схватками. Блокада была снята после того, как к крепости подошёл отряд генерала Фрейтага.

## Предыстория и причины
В 1843 году началась череда побед имама Дагестана и Чечни Шамиля над силами Российской империи на Кавказе. Основной причиной этого, как писал в 1935 году советский историк Николая Покровского, было то, что имам ликвидировал феодальную эксплуатацию и освободил рабов (кроме тех, которые были во владении узденей), что контрастировало с тем, как российские власти увеличивали повинности. В сентябре под контроль Шамиля начала переходить Авария, что вызвало дискуссию в российском командовании: обсуждался вопрос, стоит ли тратить силы на удерживание Аварии или необходимо сосредоточить войска в Темир-Хан-Шуре. Генерал Клугенау настаивал на первом варианте, генерал Гурко — на втором. Было решено остаться в Хунзахе и пытаться удерживать Аварию.
На фоне военных успехов и популярности Шамиля на подконтрольных империи территориях Дагестана начали проходить восстания в его поддержку, а его социальная политика привела к тому, что феодально-зависимые крестьяне стремились в Имамат со всего Кавказа. Повстанческое движение охватило Тарковское шамхальство, Мехтулу, Акуша-Дарго, Койсубу, Терекеме. Выход Шамиля на прибережную зону Дагестана грозил России разрывом связи Темир-Хан-Шуры с Дербентом и со всем Закавказьем.
Российский генерал Адам Ржевуский писал в 1882 году в своём историческом труде «1845 год на Кавказе», что причина успеха Шамиля заключалась «в ненависти к завоевателям большинства местного населения, покорённого силою оружия, удерживаемого в повиновении страхом наказания, но в душе не покидавшего надежду свергнуть при первом удобном случае чуждую им власть, и, кроме того, в том, что Шамиль сумел привлечь на свою сторону и привязать к себе бедный класс народа». Одним из главных факторов, мобилизующих горцев, была религия — Шамиль и его сторонники утверждали, что мусульмане должны приложить все усилия, чтобы установить шариатское государство, а все, кто выступает против этого, являются вероотступниками.

## Подготовка

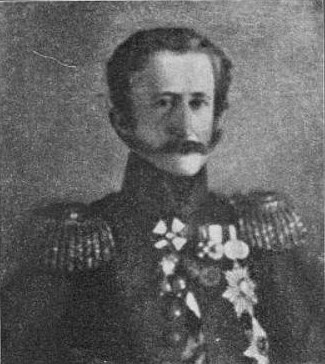
Генерал В. И. Гурко, командующий гарнизоном Темир-Хан-Шуры

Темир-Хан-Шура представляла собой стратегически важный военный центр, взятие которого, по словам имперского историка Леонида Богуславского, означало бы падение русского владычества в Дагестане. В окружности она составляла 3 версты 150 сажен (3,5 км). Крепость с трёх сторон была окружена двухметровыми каменными стенами шириной в 70 см, с четвёртой — защищена скалами. Вход охранялся пятью двухэтажными башнями.
На фоне успехов Шамиля возможность осады Темир-Хан-Шуры стала очевидной. С фортификационной точки зрения она была уязвима. Генерал Гурко приказал углубить ров, исправить батареи, возвысить бруствер. Император Николай I срочно выделил необходимую сумму «для удовлетворительного размещения Апшеронского полка, а также для улучшения оборонительных верхов этого укрепления». Шла заготовка провианта, в крепости находилось около 10 тысяч четвертей провианта, а также крупное количество военных и других запасов. В Темир-Хан-Шуре содержались 1028 больных. Укрепление с трёх сторон было обнесено волчьими ямами, из обывательских строений были устроены редуты.
Перед блокадой у русских солдат произошёл конфликт с жителями соседнего Кафыр-Кумуха: сельчанам на выпас генералом Клугенаю было отдано большое стадо гусей. Однако воодушевлённые победами Шамиля кафыр-кумухцы отказались вернуть стадо. Дошло до схватки, обе стороны потеряли около 40 человек, но стадо в крепость было возвращено, что облегчило судьбу впоследствии блокированным.

## Силы сторон
Из военных частей в Темир-Хан-Шуре находились Апшеронский полк без двух рот; батальон Тифлисского полка; две с половиной роты Кабардинского полка, а также 250 казаков. Из крупного вооружения они имели гарнизонную артиллерию и десять полевых орудий.
Работникам госпиталя, больным, легко раненным и частным лицам выдали оружие. Из местных торговцев был составлен отряд добровольцев. Таким образом, обороняться в крепости могли до 4 тысяч человек, а выйти на бой в открытое поле только 2,5 тысячи. В крепость были заселены 200 аварских семей, бежавших из гор в 1843 году от Шамиля. Во время вторжения имама на плоскость многие их них перешли на его сторону.
По русским сообщениям, Шамиль в период блокады имел при себе в Казанище 20 тысяч солдат — «цудахарцев, акушинцев, шамхальцев, чеченцев, лезгин и кумыков, при пяти орудиях». По мнению исследователей, число в 20 тысяч явно завышено, так как взятии Гергебиля, которое происходило перед блокадой, численность войска Шамиля, по разным, составляла от 8 до 12 тысяч.

## Осада
Шамхал Тарковский Абу-Муслим три раза собирал старшин и аксакалов окружающих крепость аулов и просил через них местных жителей помочь гарнизону крепости, но кумыки не приняли такой указ и заявили, что даже в случае вторжения имама в их сёла не будут ему сопротивляться. При приближении имама шамхал с семьёй бежал из Нижнего Казанища в Темир-Хан-Шуру, там же и укрылась мехтулинская ханша Селтанета. По пути из Гергебиля имам Шамиль сжёг дворец мехтулинского хана в Дженгутае. 11 ноября 1843 года он захватил окружающие крепость сёла: Верхнее Казанище, Нижнее Казанище, Буглен, Муслим-аул, Халимбек-аул и Кафыр-Кумух; жителям имам приказал переселяться в горы.
10 ноября было осаждено русское укрепление Низовое, взятие которого оставило бы темир-хан-шуринскую крепость без жизненно необходимых запасов и вынудило бы гарнизон либо сдаться и отступить, либо умереть, защищая его. Погода была холодной, но гарнизон продолжал нести дозор биваком на отрытом воздухе.
Крепость была блокирована. Связь с укреплениями Чир-юрт и Низовое была прервана. За фуражем в ближайший кутан из крепости была отправлена команда из 50 человек, но их атаковал отряд гумбетовского наиба Саид-кади, перестрелка продолжалась до прибытия русским подкрепления, Саид-кади отступил. 14 ноября к Шамилю прибыл Шоип-Мулла с чеченским отряд в тысячу человек, проходя через Кафыр-Кумух, он сбил два сторожевых русских поста, после чего началась перестрелка с казаками, его отряд отступил в Муслим-аул.

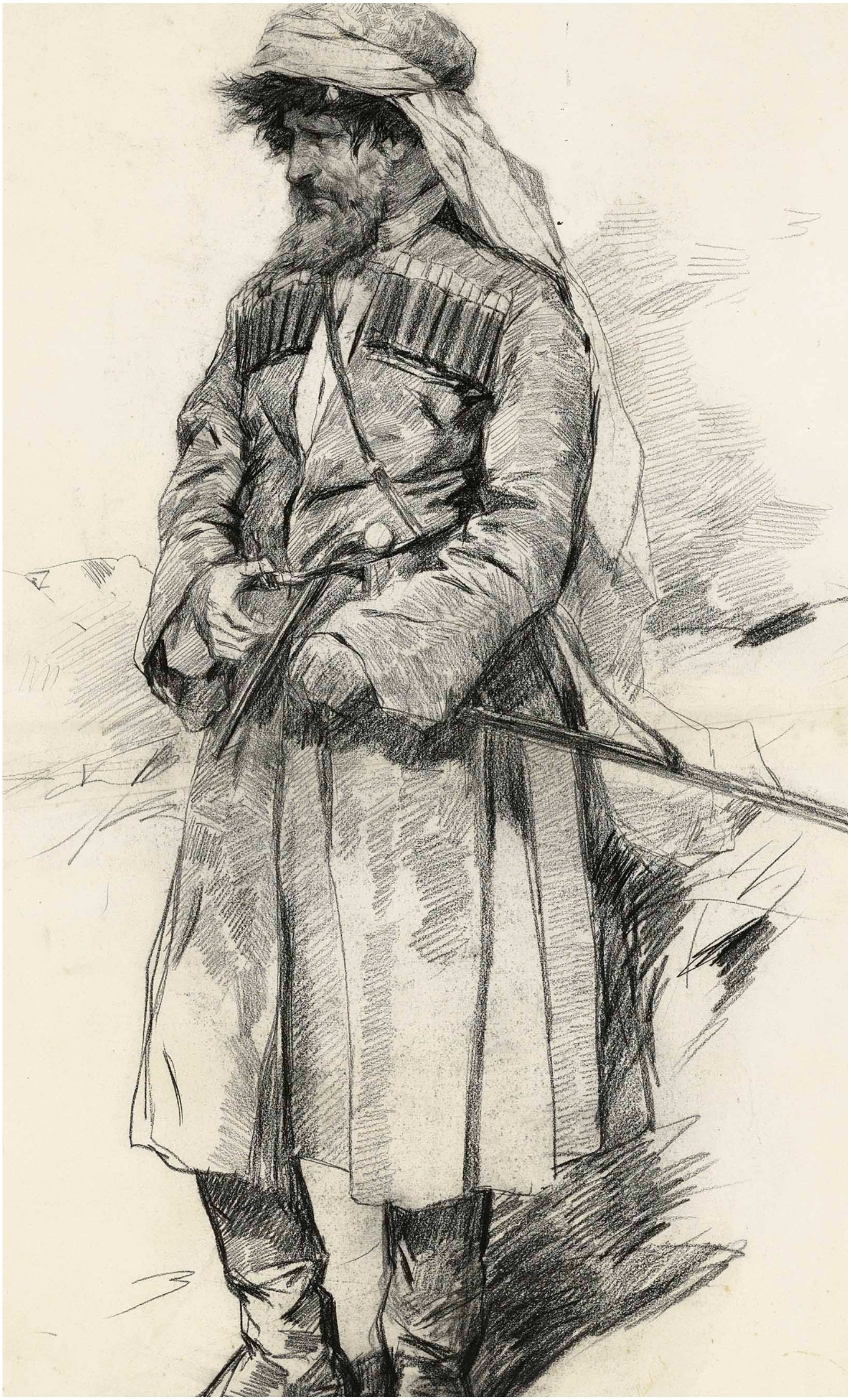
Шамиль. Рисунок Франца Рубо

Шамиль советовался с наибами о способах взятия укрепления. Он позвал на сход население шамхальства и выступил перед ними, имам назначил на место шамхала глухого Мухаммад-Бека — брата нынешнего шамхала Абу-Муслима. Было приказано с каждого двора привезти к Муслим-аулу по одной арбе дров. 16 и 17 ноября русский гарнизон заметил сильное движение арб к Муслим-аулу. Чтобы узнать цель мероприятия, вся русская конница и апшеронцы вышли на рекогносцировку. Они узнали, что имам готовится провести правильную осаду крепости, для возможного штурма готовились туры и щиты. Объявленный шамхалом Мухаммад-Бек с конницей и орудиями разъезжал вокруг крепости и заводил перестрелки.
Тем временем русский отряд генерала Пассека в Аварии находился в критическом положении, однако отступить в Темир-Хан-Шуру не мог, он отступил из Хунзаха и попал в осаду в Зыряны. Шамиль направил силы также на взятие Евгеньевского укрепления. Отряды горцев вокруг крепости продолжали возрастать, 22 ноября, по русским данным, прибыло две тысячи кара-кайтагцев. Происходили опустошение и вывоз местных богатств, всё имущество шамхала Абу-Муслима было переброшено в горы на трёхстах ишаках.
Блокада продолжалась больше месяца, но имам Шамиль не решался на штурм из-за нехватки орудий. 13 дней в период осады имам жил в доме бежавшего шамхала Абу-Муслима в Нижнем Казанище, оттуда из орудий несколько раз обстреливалась крепость, однако серьёзного урона это не наносило. 6 декабря выпал снег, морозы достигали 15°, незначительные перестрелки на аванпостах продолжались несколько дней.

Генерал Р. К. Фрейтаг

Для освобождения Темир-Хан-Шуры были переброшены силы русской армии с Кавказской линии. Генерал Фрейтаг выступил с отрядом в составе 1400 казаков и четырёх пехотных батальона с 16 орудиями. 14 декабря у Кафыр-Кумуха и Муслим-аула Фрейтаг разбил силы осаждающих. 15 декабря по Казанищу был открыт артиллерийский огонь, Шамиль без боя отступил в горы. Гаджи-Али Чохский пишет, что имам потерял убитыми 150 и ранеными 300 человек.

## Последствия
После осады русское командование для недопущения повторения случившегося приняла меры предосторожности. Генерал Гурко передислоцировал часть войск из крепости в соседние аулы для обеспечения безопасности на подступах. Размещение солдат потребовало выселения части жителей. Возмущение сельчан привело к тому, что солдатам командование запретило передвигаться в одиночку из-за опасности.
Темир-Хан-Шура продолжала оставаться объектом нападений со стороны горцев, авангарды Шамиля устраивали у крепости засады и нападения. В 1849 году набег на крепость был предпринят отрядом наиба Хаджи-Мурата.